# Yangban

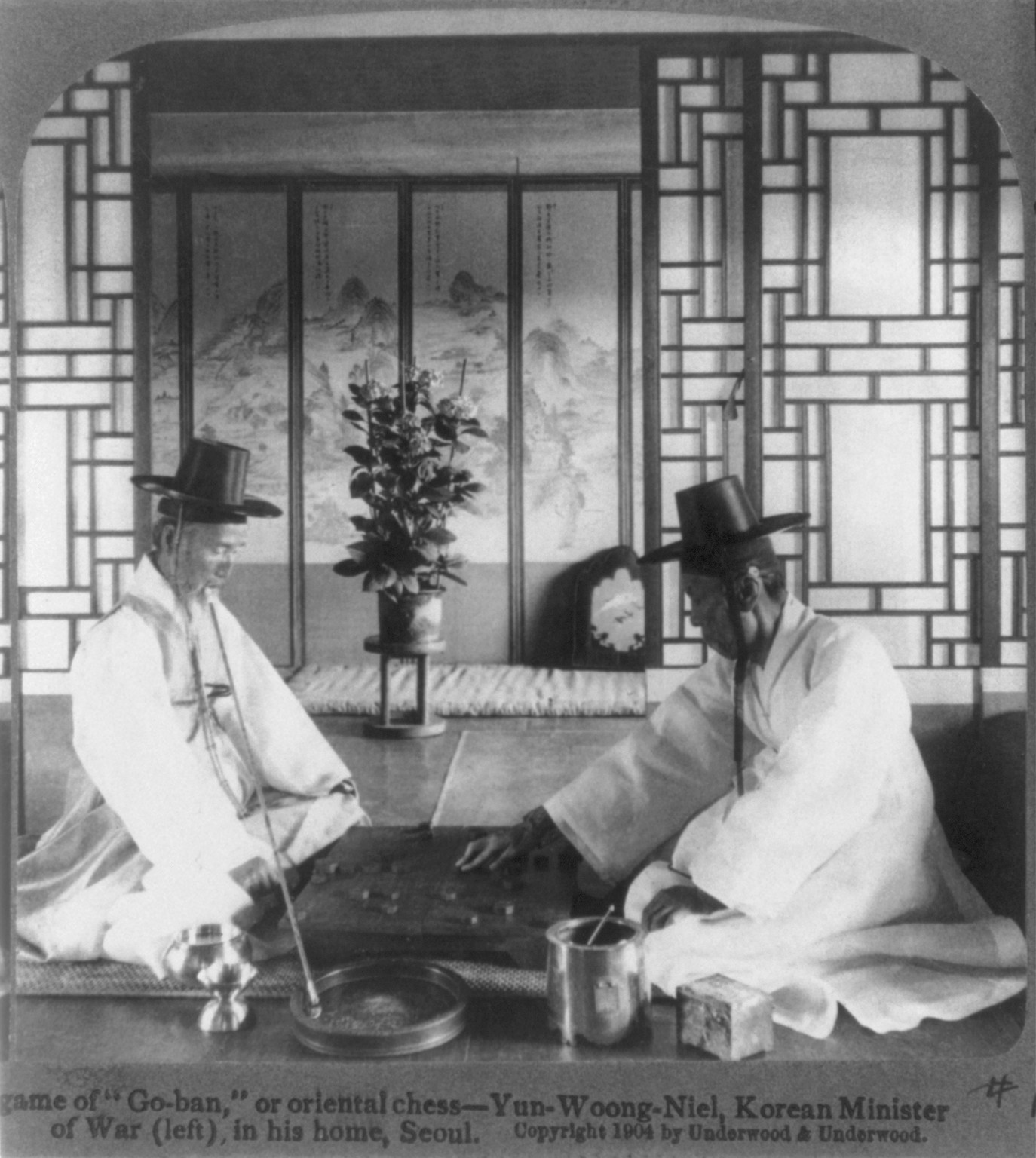

Yangban var en samhällsklass i Joseondynastins Korea ungefär motsvarande adeln. De var den aristokrati som utgjorde godsägarna och administrationens byråkrater.   De förlorade sin lagliga särställning 1894, men fortsatte att utgöra en inflytelserik godsägarklass under den japanska kolonialtiden i Korea, särskilt i de fall de samarbetade med japanerna. De försvann slutgiltigt efter andra världskriget. 